# Heroes (album av Tom Paxton)
Heroes är den amerikanske trubaduren Tom Paxtons trettonde studioalbum, utgivet 1978. Albumet är producerat av Waynard Solomon och Jeff Zaraya och gavs ut på skivbolaget Vanguard Records.

## Låtlista
Samtliga låtar skrivna av Tom Paxton
1. "Presbyterian Boy"
2. "A Day in the Country"
3. "Anita O. J."
4. "Winter Song"
5. "The Death of Steven Biko"
6. "Hand Me Down My Jogging Shoes"
7. "Phil"
8. "Lucy, the Junk Dealer's Daughter"
9. "Not Tonight, Marie"
10. "There Goes the Mountain"